# Patrick Barbéris
Pour les articles homonymes, voir Barbéris.
Patrick Barbéris, né le 5 avril 1951 à Boulogne-Billancourt et mort le 29 novembre 2018 à Paris, est un documentariste français.

## Biographie
Patrick Barbéris est le fils de Pierre Barbéris et de Jeannine Bénot. Après une enfance passée au Liban avec ses parents, puis des études en France au lycée Henri-IV, il intègre l'Idhec en section réalisation-montage ; il est ensuite lauréat de la villa Médicis hors les murs.
Après l’Idhec, il devient assistant de réalisation sur des films de fictions puis se dirige ensuite vers le film documentaire. Il livre d'abord au cinéma plusieurs courts métrages sur l'art et sur des artistes peintres, notamment en participant au magazine du ministère des Affaires étrangères Aujourd'hui en France, mettant à profit son goût pour la peinture, puis un long métrage, et se tourne ensuite vers la télévision. Il collabore à TF1 de 1983 à 1986 en devenant le concepteur des Nuit de TF1 et des « archéo-clips », montages de chansons sur des archives diffusés dans le métro parisien. Son goût pour les archives l’amène à réaliser la série La Mémoire en chantant.
Il réalise ensuite une trentaine de documentaires pour les chaînes francophones, qui explorent les destins politiques, les grands phénomènes de société ou géopolitiques avec un éclairage particulier sur les représentations du communisme, de la colonisation, ou de la guerre et de la relation d'hommes et de femmes d'exception avec la nation.
Il meurt le 29 novembre 2018 à Paris, des suites d'un cancer.

## Filmographie

### Cinéma
- 1981 : Le Peintre Jean Hélion dans son atelier[3], court métrage ; sélectionné au 2e festival international du film d’art. Une rencontre avec le peintre Jean Hélion.
- 1981 : Forum[4], court métrage ; sélectionné au 2e festival international du film d’art et au festival de Montréal Soto, Miralda, Rietti... réalisent pour le Forum des Halles des œuvres qui ne vivront que l'espace d'un temps.
- 1981 : Des artistes au Vert Galant[5], court métrage ; sélectionné aux rencontres internationales de Saint-Étienne Un reportage sur une exposition originale en plein cœur de Paris.
- 1982 : L'Atelier d’Édouard Pignon[6], court métrage ; mention spéciale du jury au 3e festival international du film d’art, diffusion au Grand Palais pendant l’exposition Pignon de 1985 Une visite à l'atelier du peintre Édouard Pignon.
- 1983 : Un voyage de Rose, long métrage ; sélectionné au festival de Bilbao et aux Rencontres de la photo d’Arles. Prix du jury au festival de La Ciotat Rencontre entre Rose Zehner et Willy Ronis.

### Télévision (principales réalisations)
- 1992 : La mémoire en chantant, Les années 30, Canal Plus / TF1, Les années 40, Canal Plus / FR3 / TSR , Les années 50, Canal Plus, et Les années 60, Canal Plus (4 séries avec un montage de chansons dont les thèmes et les interprètes, sont représentatifs d'une génération).
- 1993 : Pompidou, l'école du pouvoir[7], avec Michel Winock, Canal Plus - 52' (L'itinéraire d'un homme qui a connu et affronté tous les soubresauts qu'a connus la France depuis la Libération).
- 1995 : L’Affaire Greenpeace[8], France 3 Les Brûlures de l’Histoire - 52’ (Retrace l'organisation et le déroulement de l'Affaire du Rainbow Warrior, avec comme témoins Dominique Prieur, Edwy Plenel, Paul Quilès, et Jean-Marie Pontaut).
- 1995 : La dernière Année au Pouvoir du Général De Gaulle avec Patrick Rotman[9] France 3 Les Brûlures de l’Histoire - 52’ (Le début de la fin. La révolte de 1968 et les doutes qui suivirent).
- 1996 : Avignon, passions publiques[10] ARTE - 90' (Un véritable document de référence sur le festival, mais aussi sur le théâtre et l'histoire.)
- 1997 : Chronique du coq et du dragon[11], La Cinquième / RTBF - 52' (À travers le portrait croisé de Nguyen Khanh Hoï et Truong Cuong Tin, le film est une chronique de l'amitié par-delà les heures sombres de la colonisation et de la guerre.)
- 1999 : La foi du siècle, l'histoire du communisme avec Patrick Rotman[12] ARTE - Série de 4 x 52 min : L’utopie au pouvoir, Le communisme et son double, L’apogée, Une fin sans fin (Le phénomène communiste a façonné l’histoire du siècle qui s’achève. À partir d’images d’archives du monde entier, La Foi du siècle aborde le mystère d’une machine totalitaire qui a séduit une part de l’humanité…)
- 2002 : Roman Karmen un cinéaste au service de la révolution avec Dominique Chapuis, ARTE - 90' (à travers un parcours hors du commun de ce documentaristes, agent non officiel de la propagande soviétique, l'analyse de la manipulation de l'image dans le cinéma et dans l'histoire de ce siècle).
- 2004 : Cécile Rol-Tanguy, une combattante de la liberté
- 2004 : Regards croisés sur l’Indochine, Histoire - 9 x 26’ avec Éric Deroo et Jérôme Kanapa
- 2004 : Combattre pour l'Indochine[13] avec Éric Deroo, France 5 - 52' (La guerre d'Indochine à travers les témoignages d'anciens combattants, militaires de carrière et engagés volontaires).
- 2004 : Bérégovoy, la tragédie du pouvoir[14] avec Frédéric Laurent, France 3 - 52' (Comment ce Premier ministre en est-il venu au suicide, le 1er mai 1993 ? Ce film rouvre le dossier).
- 2006 : Les Ombres du bagne[15], ARTE / France O / France 3 - 52' (L’extraordinaire aventure de quatre bagnards anonymes qui furent les derniers survivants du bagne de Guyane).
- 2006 : Le Siècle de Verdun[16], ARTE / France 5 – 52’ ("On a pu dire que le principal vainqueur de Verdun, c’était la mort. Mais c’était peut-être le souvenir”).
- 2008 : Vietnam, la trahison des médias[17],[18],[19], ARTE - 90’ (Jusqu'à quel point les images peuvent-elles décider du sort d'une guerre ? Une analyse sur le Vietnam, l'offensive du Têt et son traitement médiatique).
- 2009 : 1989, l'Élysée au pied du mur[20], ARTE -72' (Quel rôle le président Mitterrand a-t-il joué dans le processus qui allait aboutir à la réunification allemande ? Vingt ans après, les polémiques laissent place à des réponses éclairantes).
- 2010 : La face cachée du pétrole[21] avec Éric Laurent[22], RTS - Série de 2 x 52' : Le partage du monde, Les grandes manipulations (Pourquoi le choc pétrolier de 1973 n’était qu’une manipulation? Pourquoi les chiffres des réserves mondiales de pétrole sont faux, volontairement grossis par les pays producteurs? Comment Washington a utilisé le pétrole saoudien pour provoquer l’effondrement de l’Union soviétique?)
- 2011 : Sur la piste du terrorisme islamiste[23], France 5 - 70' (Retrace la genèse et l’inquiétante montée en puissance d’Aqmi, aussi connu sous le nom d’Al-Qaida au Maghreb).
- 2011 : Mitterrand et le monde[24], ARTE -70' (Quelles ont été les lignes de force de la politique étrangère de François Mitterrand ? Retour sur l'action internationale du président socialiste élu en mai 1981).
- 2012 : La guerre en face, que sont nos soldats devenus ?[25] France 2 Infrarouge- 90’ (Dévoile les nouveaux visages de la guerre et interroge notre capacité à la regarder en face : comment sommes-nous passés du soldat inconnu aux soldats méconnus ?).
- 2013 : Blouses blanches à Kaboul[26], France 5 – 52’ (Pendant plusieurs semaines, le quotidien des médecins, chirurgiens, infirmiers et psychiatres qui prennent en charge, au sein de l'hôpital militaire français de Kaboul, les combattants comme la population civile, victime collatérale de la guerre, usant des techniques les plus sophistiquées).
- 2015 : Duel : Boeing/Airbus[27], France 5 – 52’ (Désormais, ils se partagent la planète ; et ils ont les mêmes fournisseurs et les mêmes clients. Les adversaires d'hier sont devenus les meilleurs ennemis du monde).
- 2016 : Place aux jeunes, des Beatniks aux punks[28], France 2 / Infra rouge - 83’ (Années 60-70. Des millions de jeunes Français se mettent à rêver d'un monde meilleur, plus libre. Partir, tailler la route, vivre autrement… Sur des airs culte des sixties, focus sur une génération en quête de bonheur.)

### Presse
- Hommage de Jean-Paul Mari, sur Télérama : « Le vieux guerrier s’en est allé », 2 décembre 2018